# Torben Bille (musikanmelder)
 For alternative betydninger, se Torben Bille. (Se også artikler, som begynder med Torben Bille)
Torben Bille (født 30. august 1949 i København, død 12. april 2013) var en dansk redaktør, musikanmelder og forfatter.

## Karriere
Torben Bille blev uddannet børnehavepædagog i 1974. Snart efter begyndte han at skrive om rock og popmusik i musikmagasinet MM, som han var redaktionssekretær for i perioden 1976-79. Fra 1984-1987 var han ansvarshavende redaktør på samme. Fra 1977-1987 var han musikanmelder på Politiken. Herefter blev han ansat som kulturredaktør på Det Fri Aktuelt, hvor han var indtil året efter, hvor han blev souschef på Ekstra Bladet Søndag, hvor han var ansat frem til 1991. Herefter var han ansat som musikchef på P3 fra 1991-94. Fra 1994 og frem til 2003 var han redaktør på Dagbladet Information, hvorefter han blev ansat som redaktionschef på POLFOTO, hvor han var frem til 2009. Siden har han igen været tilknyttet Politiken, samtidig med at han har været flittig skribent på sin blog.
Han har været medlem af Kulturministeriets kanonudvalg for musik 2005-06 og siden 1998 har han været formand for IFPI's Æresprisudvalg
Shu-bi-dua skrev sangen "Billen på Bladet" fra Shu-bi-dua 8 fra 1982 som en humoristisk kommentar til Billes position som musikanmelder, da han altid havde hadet bandet.

### Digstamlinger
- 1974: Ikke kun indenfor (Forfatterforlaget Attika)
- 1975: Dage i Danmark (Attika)
- 1978: Danmark Dejligst (Attika)

### Faglitteratur
- 1983: Når bare rocken ruller – en bog omkring Malurt (m. Søren Svendsen) (Mallings)
- 1984: Sebastian – Gøgleren, Knud og de andre (Fremad)
- 1986: En by i Sydhavnen – et signalement af Sydhavnen (m. Heine Pedersen) (Fremad)
- 1986: Kim Larsen, kuglerne og fantasien (Per Kofod)
- 1988: Sådansk – dansk rock i 80’erne (Per Kofod)
- 1992: Dans med mig – Sebastians største sange og historien bag dem (Wilhelm Hansen)
- 1999: Brock – meninger om musik 1974-99 (Informations Forlag/Lindhardt & Ringhof)
- 1999: Sebastian 50 (Lindhardt & Ringhof)
- 2001: Lydspor – 100 af verdens bedste rockplader (Gyldendal)
- 2002: Den evige Elvis (Gyldendal)
- 2006: Ud af mørket – om og med Michael Falch (Gyldendal)
- 2006: Gas! – et lydbillede, der aldrig fader ud (m. Jan Persson) (Gyldendal)
- 2008: Midt i en beattid (m. Jan Persson) (Gyldendal)
- 2009: Sebastian – Når lyset bryder frem (Lindhardt & Ringhof)
- 2010: Yeah Yeah Yeah – en krønike om The Beatles (Gyldendal)

### Redaktør
- 1981: Syng dansk (Gyldendal)
- 1982: Syng dansk 2 (Gyldendal)
- 1997: Politikens Dansk Rock 1956-97 (desuden også bidragyder, Politikens Forlag)
- 2001: Dage i Dylan (desuden også bidragyder, Informations Forlag)
- 2002: Dansk Rock Leksikon (desuden også bidragyder, Politikens Forlag)